# Dylan Larkin
Dylan Larkin (* 30. července 1996) je americký hokejový útočník v současné době působící v zámořské NHL, kde nastupuje za tým Detroit Red Wings.

## Kariéra
Během sezóny 2012-13 hrál za reprezentaci USA do 18 let. V 55 zápasech měl 13 gólů a 14 asistencí. Na mistrovství světa do 17 let v roce 2012 dal 1 gól a 1 asistenci během 4 zápasů a vyhrál zlatou medaili.
Během sezóny 2013-14 se vrátil do NTDP do 18 let kde získali 56 bodů za 60 zápasů. Také se zúčastnil AAPG v roce 2013, kde měl 1 gól a 1 asistenci.
Byl draftován NHL týmem Detroit Red Wings jako celkově 15.
- Mládežnický reprezentant USA.
- Seniorský reprezentant USA.
- 3x po sobě byl D. Larkin nejproduktivnějším hráčem týmu Detroit Red Wings.

Devátého října 2015 hrál svůj první zápas v NHL a v něm dal gól a asistenci a dopomohl k výhře 4:0 nad Torontem. Stal se prvním hráčem Red Wings, který skóroval ve svém prvním zápase od dob Steva Yzermana v roce 1983.
V letech 2017, 1018 a 2019 byl Dylan Larkin zástupcem kapitána v seniorské reprezentaci týmu USA, je velmi pravděpodobné, že tomu tak bude i v budoucnu a není vyloučeno, že bude kapitánem hokejové reprezentace USA.
V Roce 2018 a 2019 byl Dylan Larkin zástupce kapitána týmu Detroit Red Wings.
15.1.2021 byl Dylan Larkin (v jeho 24 letech) jmenován kapitánem týmu NHL Detroit Red Wings a stal se tak nástupcem dlouholetého kapitána Detroitu Henrika Zetterberga, který v roce 2018 ukončil kariéru.

## Klubové statistiky
| Sezóna      | Klub              | Soutěž      |     | Základní část | Základní část | Základní část | Základní část | Základní část |   | Play off | Play off | Play off | Play off | Play off |
| Sezóna      | Klub              | Soutěž      | Z   | G             | A             | B             | TM            | Z             | G | A        | B        | TM       |          |          |
| 2015/16     | Detroit Red Wings | NHL         | 80  | 23            | 22            | 45            | 34            | 5             | 1 | 0        | 1        | 18       |          |          |
| 2016/17     | Detroit Red Wings | NHL         | 80  | 17            | 15            | 32            | 37            | —             | — | —        | —        | —        |          |          |
| 2017/18     | Detroit Red Wings | NHL         | 82  | 16            | 47            | 63            | 61            | —             | — | —        | —        | —        |          |          |
| 2018/19     | Detroit Red Wings | NHL         | 76  | 32            | 41            | 73            | 75            | —             | — | —        | —        | —        |          |          |
| 2019/20     | Detroit Red Wings | NHL         | 71  | 19            | 34            | 53            | 39            | —             | — | —        | —        | —        |          |          |
| 2020/21     | Detroit Red Wings | NHL         | 44  | 9             | 14            | 23            | 34            | —             | — | —        | —        | —        |          |          |
| 2021/22     | Detroit Red Wings | NHL         | 71  | 31            | 38            | 69            | 47            | —             | — | —        | —        | —        |          |          |
| 2022/23     | Detroit Red Wings | NHL         | 80  | 32            | 47            | 79            | 45            | —             | — | —        | —        | —        |          |          |
| 2023/24     | Detroit Red Wings | NHL         | 68  | 33            | 36            | 69            | 39            | —             | — | —        | —        | —        |          |          |
| 2024/25     | Detroit Red Wings | NHL         | 82  | 30            | 40            | 70            | 40            | —             | — | —        | —        | —        |          |          |
| NHL celkově | NHL celkově       | NHL celkově | 734 | 242           | 334           | 576           | 451           | 5             | 1 | 0        | 1        | 18       |          |          |